# HMS Richmond (F239)
La HMS Richmond (F239) es una fragata Tipo 23 de la Royal Navy comisionada en 1995.

## Construcción
Construida por Swan Hunter, fue puesta en gradas en 1992, botada en 1993 y asignada en 1995.

## Historia de servicio

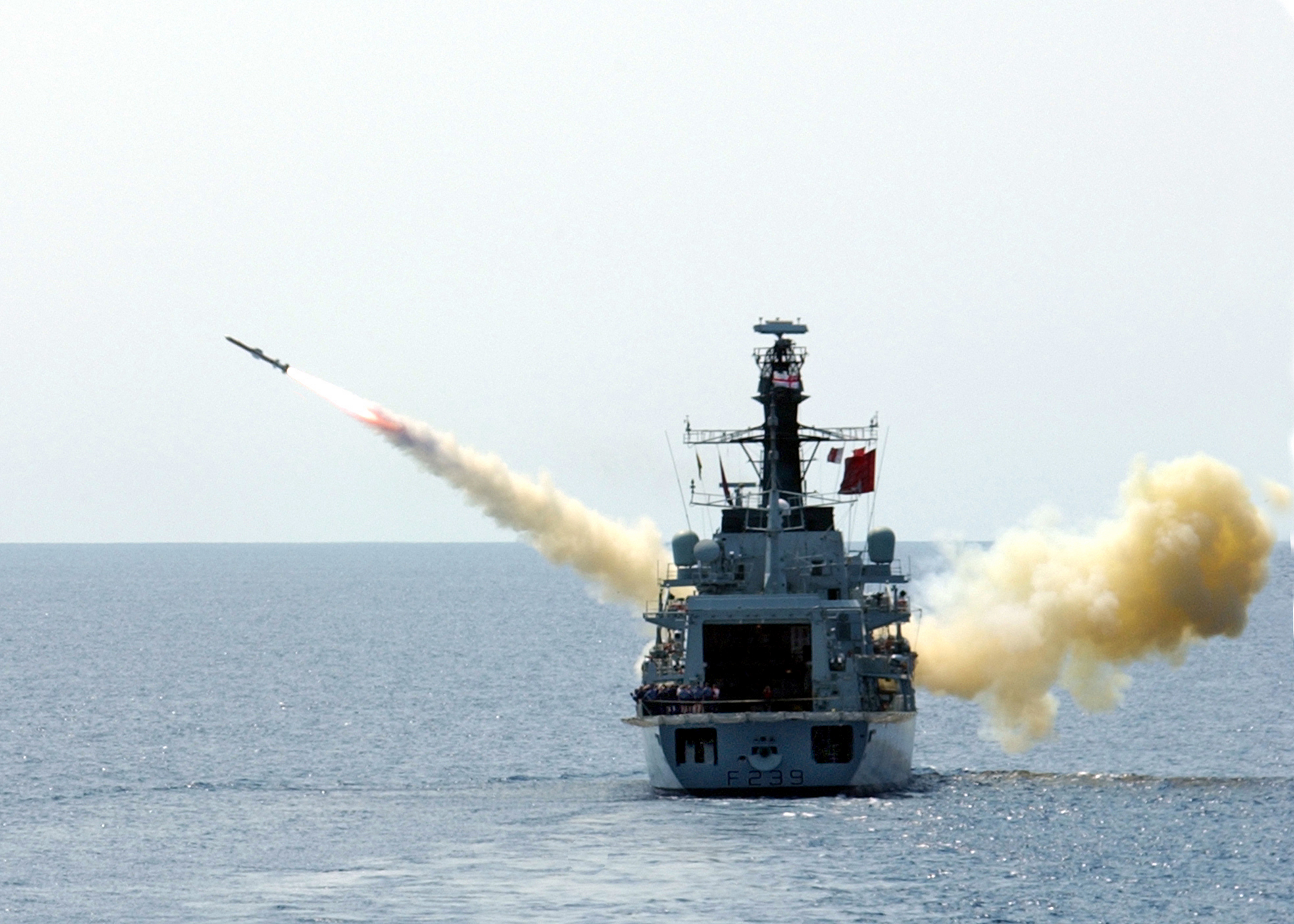
Richmond lanzando un misil AGM-84 Harpoon en 2002.

En 2013 cumplió una patrulla en el Atlántico Sur, alrededor de las Islas Malvinas.
En 2022 la HMS Richmond (junto a la HMS Lancaster y HMS Westminster) vigiló al crucero Mariscal Ustinov y destructor Vicealmirante Kulakov, ambos de la marina rusa, en aguas próximas a las islas británicas.
En enero de 2024, Richmond fue enviado al Mar Rojo para unirse al destructor HMS Diamond y a su fragata hermana HMS Lancaster en la defensa contra los ataques a la navegación comercial por parte de los rebeldes hutíes respaldados por Irán y con base en Yemen.